# Feliz cumpleaños, Ferxxo
«Feliz cumpleaños, Ferxxo» es una canción del cantante colombiano Feid. Fue lanzado el 18 de agosto de 2022 a través del sello discográfico Universal Music Latino, como el sexto sencillo de su sexto álbum de estudio Feliz cumpleaños, Ferxxo, te pirateamos el álbum (2022). La canción hace homenaje al cumpleaños número treinta del cantante.

## Antecedentes y lanzamiento
Tras una semana del lanzamiento de «Si te la encuentras por ahí», Feid anunció su nuevo sencillo «Feliz cumpleaños, Ferxxo» programado para ser lanzado el 18 de agosto, un día antes de la fecha de su cumpleaños.
El 14 de septiembre de 2022, Feid lanzó su álbum Feliz cumpleaños, Ferxxo, te pirateamos el álbum, y «Feliz cumpleaños, Ferxxo» se incluyó como la tercera pista, además que se le conoce como la canción principal del álbum.

## Video musical
El video musical fue lanzado simultáneamente con el sencillo en el canal de YouTube de Feid, el 18 de agosto de 2022. En él se puede ver a Feid interpretando la canción en una casa de fiesta con varios niños que juegan en el patio, y después se ve a Feid soplar las velas de cumpleaños.
El video en la plataforma de YouTube cuenta con más de 400 millones de reproducciones a inicios del 2024.

## Posicionamiento en listas
| Lista (2023)                            | Mejor posición |
| --------------------------------------- | -------------- |
| Argentina (Argentina Hot 100)           | 33             |
| Bolivia (Bolivia Songs)                 | 3              |
| Bolivia (Monitor Latino)                | 9              |
| Centroamérica (Monitor Latino)          | 3              |
| Chile (Chile Songs)                     | 6              |
| Chile Urbano (Monitor Latino)           | 20             |
| Colombia (Colombia Songs)               | 1              |
| Colombia (Monitor Latino)               | 4              |
| Costa Rica (Monitor Latino)             | 18             |
| Ecuador (Ecuador Songs)                 | 1              |
| Ecuador (Monitor Latino)                | 8              |
| Estados Unidos (Hot Latin Songs)        | 20             |
| Estados Unidos (Latin Rhythm Airplay)   | 20             |
| El Salvador (Monitor Latino)            | 13             |
| España (Top 100 Canciones)              | 9              |
| Guatemala (Monitor Latino)              | 18             |
| Global (Billboard Global 200)           | 61             |
| Honduras (Monitor Latino)               | 3              |
| México (Mexico Songs)                   | 24             |
| Nicaragua (Monitor Latino)              | 9              |
| Panamá Urbano (Monitor Latino)          | 8              |
| Paraguay (Monitor Latino)               | 7              |
| Perú (Monitor Latino)                   | 2              |
| Perú (Peru Songs)                       | 1              |
| Rep. Dominicana Urbano (Monitor Latino) | 16             |